# Eriogaster catax
Eriogaster catax је инсект из реда лептира (Lepidoptera) и породице коконопреља (Lasiocampidae).

## Распрострањење
Ареал врсте Eriogaster catax обухвата већи број држава. Врста је присутна у Немачкој, Шпанији, Италији, Србији, Мађарској, Бугарској, Холандији, Црној Гори, Словачкој, Чешкој, Аустрији и Белгији.

## Угроженост
Подаци о распрострањености ове врсте су недовољни.